# Novák András (újságíró)
Novák András Árpád (Budapest, 1973. április 6. –) magyar külpolitikai riporter, szerkesztő, újságíró. Háborús tudósítóként több mint száz országban készített televíziós riportokat. Korábban az ATV televíziós csatornán a CNN magyarországi adásának (NEWSROOM/Külvilág) főszerkesztője és műsorvezetője, a Nemzeti Közszolgálati Egyetem  HHK korábbi oktatója és tudományos munkatársa.  Első könyve Kémes ügyek – avagy akcióban a magyar titkosszolgálatok címmel 2013-ban jelent meg. Az Óbudai Egyetemen 2021. december 16-án Summa Cum Laude minősítéssel a műszaki tudományok területen, katonai műszaki tudományágban ledoktorált.

## Életpálya
Budapesten született, édesapja Novák József (1942), édesanyja Jankovszky Margit (1943), mindketten geodétaként dolgoztak. Mindketten elhunytak. Testvére Novák Barna (1977), jelenleg Svájcban él.
Az általános iskolát Algériában végezte francia nyelven (L’école de Tizi-Ouzou, 1980-1983), majd a magyarországi Szerb Antal Gimnáziumban érettségizett 1991-ben. Ezt követően beiratkozott a Komlósi Oktatási Stúdió média iskolába, ahol újságírást tanult (belpolitikai újságíró szak) és ösztöndíjjal végzett 1998-ban.
Ezután a Janus Pannonius Tudomány Egyetem művelődés- és filmművészet szakán szerzett diplomát (1997-2000). 2000 és 2003 között elvégezte a Pécsi Tudományegyetem művelődési menedzser szakát, 2005-ben pedig a Közép-európai Egyetem (CEU Bussines School) projektmenedzser programjának hallgatója. Részt vett a CNN Újságírói Ösztöndíj Programjában Atlantában (CJF – CNN Journalism Fellowship, USA, 2008).
2009-ben megkezdi tanulmányait a Pécsi Tudományegyetem Földrajzi Intézetének Doktori Iskolájában társadalom- és természetföldrajz szakon. Jelenleg a Phd-ját írja. 
Három nyelven beszél (angol - felsőfok, német - középfok, francia - alapfok). 2000-ben „C” típusú nemzetbiztonsági átvilágításon esett át.

## Magánélet
Felesége Kapros Anikó teniszező, junior Grand Slam győztes, a női világranglista egykori 44. helyezettje, aki Magyarország képviseletében részt vett a 2004-es athéni olimpián is. Jelenleg a Digi tv állandó szakértője és szakkommentátora, valamint saját alapítású tenisziskoláját vezeti (Kapros Anikó Tenisz Suli). Közös gyermekünk Annaleila 2013-ban született.  

## Szakmai pálya
1997-ben került a Magyar Televízió Híradójához gyakornokként, majd több katonai műsor szerkesztője és műsorvezetője lett. Később a Híradó és a Panoráma című műsorok külföldi tudósítójaként dolgozott. Riporterként elsőként tájékoztatta a magyar tévénézőket a Sri Lanka-i szökőárról, tudósított szinte mindegyik háborús övezetből, belföldön együttműködve a magyar katasztrófavédelemmel rendszeresen tudósította a Híradó nézőit a különféle vészhelyzetekről, árvizekről, erdőtüzekről. 2010-ben az RTL Klub csatornájához igazolt, ahol a Híradó és a Fókusz című műsorok külföldi tudósítója lett. 
2012-től a Globo TV főszerkesztője lett és annak budapesti stúdióját vezette. Ez év végétől már az ATV külföldi, háborús tudósítójaként dolgozott, ekkorra már több mint 100 ország veszélyes zónáinak eseményeiről adott híradást a magyar nézőknek (többek között Észak-Korea; Irak; Afganisztán; Sri-Lanka; Koszovó, illetve a balkáni régió szinte minden országa; Pakisztán; Izrael; magyar katonai missziók Európában, Ázsiában és a Közel-Keleten stb.) Nevéhez fűződik az ATV és a CNN együttműködésével létrejött első magyarországi CNN-hírműsor (Newsroom/ Külvilág), melynek főszerkesztője és műsorvezetője (2018-).
2010 óta oktat a Komlósi Oktatási Stúdióban, 2016-tól a TV2 Akadémián is, illetve oktatott a Színház- és Filmművészeti Egyetemen is a Kurzushéten (2020). 
2018-ban beválasztották a Nemzetközi Frankfurti Dokumentumfilm fesztivál zsűrijébe. Jelenleg a Nemzetközi Közszolgálati Egyetem Hadtudományi- és Honvédtisztiképző (HHK)  karának oktatója. 
A 2019-ben létrejött Spirit FM-en induló Spirit Show főszerkesztője és műsorvezetője.  
Első regénye 2013-ban jelent meg (Kémes ügyek - avagy akcióban a magyar titkosszolgálatok)

### Szakmai út időrendben
- 1995-1997	A MENSA újság egyik szerkesztője
- 1997-1999	Stúdió '97, '98, '99 segédszerkesztő, m1
- 1997-1999	Junior Híradó, riporter, m1
- 1997-2010 	MTV Híradó, riporter, m1
- 1999-2001    „112” című műsor, riporter, m1
- 1998-2000    „Seregszemle”, riporter, műsorvezető, m1
- 2001		„Őrjárat” című sorozat, főszerkesztő-műsorvezető, m1
- 2004	CNN World Report és CNN World View, tudósító
- 2010-2012	RTL Klub Híradó és Fókusz, szerkesztő-riporter
- 2012-		ATV, szerkesztő-riporter, külföldi, háborús-tudósító
- 2017- 	ATV, Nemzetközi ügyekért felel
- 2017-		 NKE, HHK, Tudományos munkatárs
- 2018-		ATV, Newsroom/Külvilág (CNN hírműsor), főszerkesztő, műsorvezető
- 2019-   	Spirit Fm, Spirit Show közéleti és kulturális műsor, főszerkesztő-műsorvezető
- 2020 Spirit Fm Exkluzív című műsorának főszerkesztője és műsorvezetője
- 2020 Spirit Fm Bistro című műsor főszerkesztője

## Díjak, elismerések
- Honvédelemért Kitüntető Cím, I. fokozat, 2004
- Honvédelemért Kitüntető Cím, II. fokozat, 2006  [2]
- Sajtó Nívódíj, 2007
- Bátorságért Érdemjel - miniszteri elismerés 2010 [3]
- Szóvivők Sajtódíja, Magyar Szóvivők Egyesülete, 2016 [4]
- Nemzetközi Testőrszövetség díja, 2018 [5]

## Könyvek
- Kémes ügyek – avagy akcióban a magyar titkosszolgálatok, HCL Kft. Budapest, 2013 ISBN 9789630879514